# صلصة الطماطم
صلصة الطماطم هي نوع من الصلصات المطبخية التي تُحضّر أساسًا من الطماطم وتُستخدم في العديد من الأطباق حول العالم. تعتبر الصلصة الطماطم من الأساسيات في المطبخ الإيطالي، حيث تُستخدم في تحضير العديد من الأطباق مثل المعكرونة والبيتزا، كما توجد أيضًا في المطبخ الأمريكي والمطابخ العالمية الأخرى.

## تاريخ
تعود استخدامات صلصة الطماطم وصلصة التوماتيلو الشبيهة بها، والتي تُحضّر بطريقة مماثلة، إلى العصور القديمة حيث استُخدمت كقاعدة للعديد من الأطباق لدى شعوب أمريكا الوسطى والجنوبية. ومع ذلك، فإن الكثير من تاريخ المطبخ ما قبل كولومبوس في المكسيك، إلى جانب معلومات ثقافية أخرى ذات أهمية، قد تم فقدانه أو تدميره خلال فترات الغزو الأوروبي، وخاصة على يد الإسبان.
كان الراهب الفرنسيسكاني برناردينو دي ساهاغون، القادم من مملكة إسبانيا، يُعتقد أنه أول أوروبي يكتب عن صلصة الطماطم بعد أن شاهدها تُباع في أسواق تينوتشتيتلان (التي تُعرف اليوم بمكسيكو سيتي).
أما أول وصفة إيطالية مكتوبة لصلصة الطماطم فقد نُشرت تحت اسم "صلصة الطماطم الإسبانية" في كتاب Lo Scalco alla Moderna ("الخادم الحديث")، الذي كتبه الشيف الإيطالي أنطونيو لاتيني ونُشر في مجلدين عامي 1692 و1694. وفي الفترة نفسها، بدأت صلصة الطماطم في الظهور أيضًا في المطبخ الفرنسي الجنوبي، وخاصة في بروفانس وإقليم الباسك. عندما ذهب بعض سكان بروفانس إلى باريس في يوم الاحتفال الوطني بتاريخ 14 يوليو 1790، طالبوا باستخدام الطماطم في كل مكان زاروه.
ظهر استخدام صلصة الطماطم مع المعكرونة لأول مرة في عام 1790 في كتاب الطبخ الإيطالي L'Apicio moderno للشيف الروماني فرانشيسكو ليوناردي.
أما أول وصفة مكتوبة للطماطم المعلبة فتعود إلى منطقة فوكلوز في جنوب فرنسا، وظهرت في وثيقة كتبها شخص ما في عام 1795.

## المكونات الرئيسية
تعتمد الصلصة الطماطم بشكل رئيسي على الطماطم الطازجة أو معجون الطماطم، ويُضاف إليها عادةً مجموعة من المكونات الأخرى مثل:
- الملح: لإضفاء طعم مالح.
- الزيت: زيت الزيتون أو أي نوع آخر من الزيوت النباتية، ويضيف نكهة غنية للصلصة.
- الثوم: يعتبر من المكونات الشائعة في تحضير الصلصة الطماطم، حيث يضفي نكهة قوية.
- الأعشاب والتوابل: مثل الأوريغانو، الريحان، والزعتر، والتي تعزز من طعم الصلصة.
- البصل: يضاف أحيانًا لإعطاء نكهة أعمق.

### طريقة التحضير
تبدأ عملية تحضير الصلصة بتقطيع الطماطم أو استخدام معجون الطماطم. في بعض الوصفات، يتم تحميص الثوم والبصل في الزيت حتى يصبحا طريين، ثم يُضاف معجون الطماطم أو الطماطم المفرومة وتُترك على نار هادئة حتى تتكثف الصلصة. قد يُضاف إليها السكر أحيانًا لتوازن حموضة الطماطم.

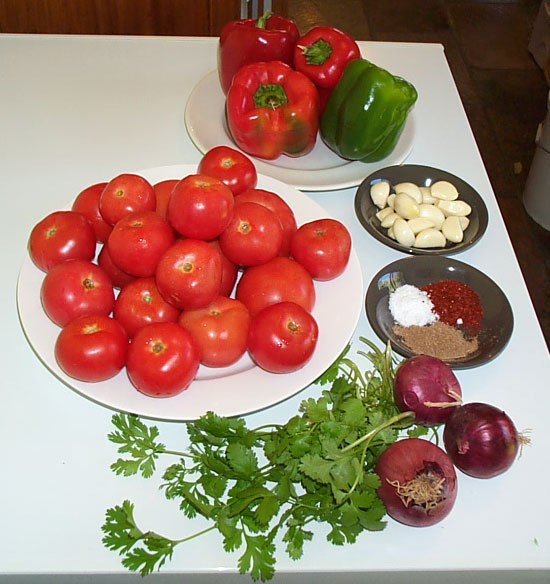
مكونات الصلصة

## استخدامات الصلصة الطماطم
تعتبر الصلصة الطماطم أساسًا لعديد من الأطباق، ومن أبرز استخداماتها:
- المعكرونة: تُستخدم كصلصة أساسية لأطباق المعكرونة المختلفة.
- البيتزا: تُستخدم كأساس للصلصة على عجينة البيتزا.
- اللحوم: يمكن أن تُضاف إلى اللحوم أو الدواجن لتحسين النكهة.
- الأطعمة المخبوزة: مثل اللازانيا أو صينية البطاطس.

## القيم الغذائية
تعد الصلصة الطماطم مصدرًا جيدًا للعديد من الفيتامينات والمعادن، خاصة فيتامين C وفيتامين A، كما أنها تحتوي على مضادات الأكسدة مثل الليكوبين، الذي يُعتقد أنه مفيد لصحة القلب والوقاية من بعض الأمراض المزمنة. ومع ذلك، قد تحتوي بعض أنواع الصلصة الجاهزة على مستويات عالية من الصوديوم والسكر، لذا يفضل تحضيرها في المنزل لضبط مكوناتها بشكل صحي.

## التنوعات
تتنوع الصلصة الطماطم حسب المكونات الإضافية، حيث قد تحتوي بعض الوصفات على الفلفل الحار، الزيتون، أو حتى الخضروات الأخرى مثل الجزر أو الكرفس. يُمكن أيضًا إضافة الكريمة أو الجبن في بعض الوصفات لتحويلها إلى صلصة كريمية.
إجمالًا، تُعتبر الصلصة الطماطم عنصرًا أساسيًا في العديد من المأكولات العالمية لما تضيفه من طعم غني ونكهة مميزة.

### المكسيك
كانت صلصة الطماطم قديمًا من التوابل الأساسية في الطعام في منطقة أمريكا الوسطى. وكان برناردينو دي ساهاغون، وهو راهب فرنسيسكاني إسباني انتقل لاحقًا إلى العالم الجديد (المكسيك حاليًا)، أول من كتب عن صلصة الطماطم بعد أن شاهدها تُباع في أسواق تينوتشتيتلان (مكسيكو سيتي الحالية). وقد كتب في Florentine Codex بين عامي 1540 و1585: "يبيعون بعض اليخنات المصنوعة من الفلفل والطماطم – وغالبًا ما تُضاف إليها الفلفل وبذور اليقطين والطماطم والفلفل الأخضر والطماطم السمينة وأشياء أخرى لصنع يخنات لذيذة." بعد ذلك، جلب الإسبان استخدام الطماطم إلى أوروبا.
تُحضَّر صلصة الطماطم المكسيكية التقليدية عادةً باستخدام مدقّة تقليدية لطحن الطماطم. يُعرف الطعام المطبوخ في صلصة الطماطم بـ"إنتوماتادا" (Entomatada)، وتُستخدم الصلصة كقاعدة لصلصات حارة و"موليه".

### إيطاليا
ظهرت صلصة الطماطم في المطبخ الإيطالي لأول مرة في كتاب الطهي Lo Scalco alla Moderna للشيف الإيطالي أنطونيو لاتيني في نابولي عام 1692، الذي عمل طاهيًا لنائب الملك الإسباني في نابولي. ظهرت أول وصفة معروفة لاستخدام صلصة الطماطم مع المكرونة في كتاب الطهي الإيطالي L'Apicio Moderno للشيف الروماني فرانشيسكو ليوناردي، الذي نُشر في عام 1790.
تتنوع أطباق الطماطم الإيطالية من الباستا البسيطة إلى الصلصات الحارة مثل "بوتانيسكا" و"أرابياتا". قد تحتوي صلصات الطماطم للمكرونة على مكونات إضافية مثل النقانق، والمحار، وقطع لحم البانسيتا، والتونة، أو الخضروات.
صلصة الطماطم مع الثوم تُستخدم في المطبخ الإيطالي أيضًا، وتُسمى "ألّا بيتزايولا" (alla pizzaiola) وتُستخدم في البيتزا والمكرونة واللحوم.

### فرنسا
تُعتبر صلصة الطماطم واحدة من "الصلصات الأم" الخمسة في الطبخ الفرنسي الكلاسيكي، كما حددها الطاهي أوغست إسكوفير في أوائل القرن العشرين. تتكون صلصة الطماطم الفرنسية من لحم خنزير مملح، بصل، أوراق الغار، زعتر، معجون طماطم أو طماطم طازجة، رو (خليط من الدقيق والزبدة)، ثوم، ملح، سكر، وفلفل.
كما أن صلصة الطماطم المطبوخة بالثوم وزيت الزيتون تُعدّ طبقًا كلاسيكيًا في مطبخ جنوب فرنسا، حيث تُستخدم في أطباق مثل "بيبريد" (piperade)، و"تيان" (tian)، و"ألوات سون تيه" (alouettes sans têtes).
يمكن تقديم صلصة الطماطم نيئة أيضًا، وفي هذه الحالة تُسمى "ساوسون" (saoussoun) وهي مزيج من الطماطم الطازجة مع البصل وزيت الزيتون والأعشاب.

### أستراليا، نيوزيلندا، وجنوب أفريقيا
تُعد صلصة الطماطم طعامًا شائعًا ويُنتج تجاريًا في هذه البلدان، وهي شبيهة بالكاتشب وتُستخدم عادةً مع الفطائر اللحمية، والنقانق، وأطباق السمك والبطاطس المقلية.

### المملكة المتحدة
مصطلح "صلصة الطماطم" يمكن أن يعني صلصة طماطم طازجة تُستخدم مع المعكرونة أو قد يُشير إلى الكاتشب.

### كندا والولايات المتحدة
تُباع صلصة الطماطم معلبة أو في عبوات، وتُستخدم كمكون أساسي وليس كمنتج نهائي. تُعتبر صلصة الطماطم في الولايات المتحدة غير مُعتمدة بمعايير محددة من حيث المحتويات، على عكس معجون الطماطم وهريس الطماطم.

### لويزيانا
صلصة الطماطم الحارة المعروفة باسم "سوس بيكانت" شائعة في مطبخ الكاجون في لويزيانا، وتُقدَّم مع الأرز الأبيض وتحتوي على المأكولات البحرية أو الدواجن أو اللحوم.

## معرض الصور

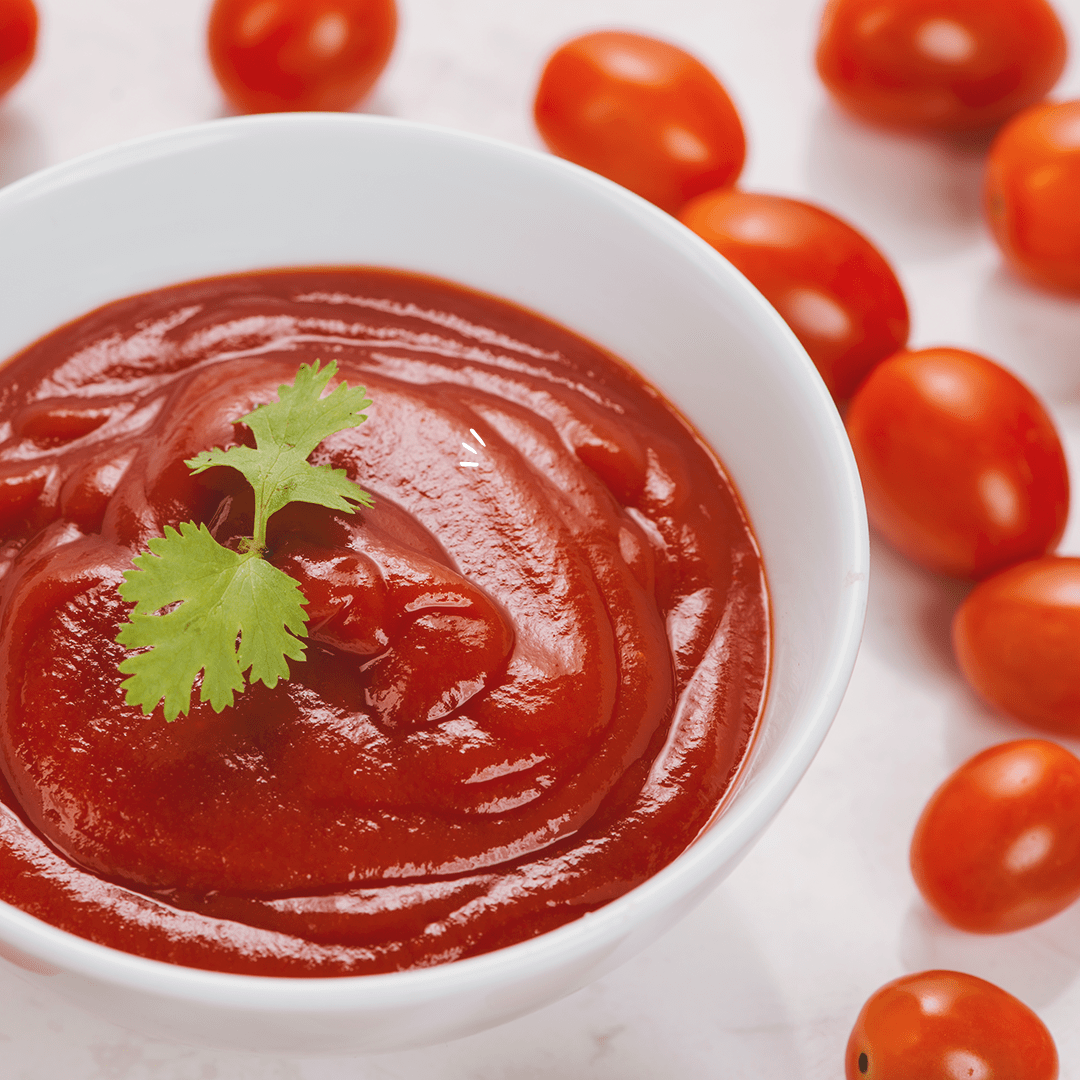
صلصة الطماطم من نوع سويت غريب
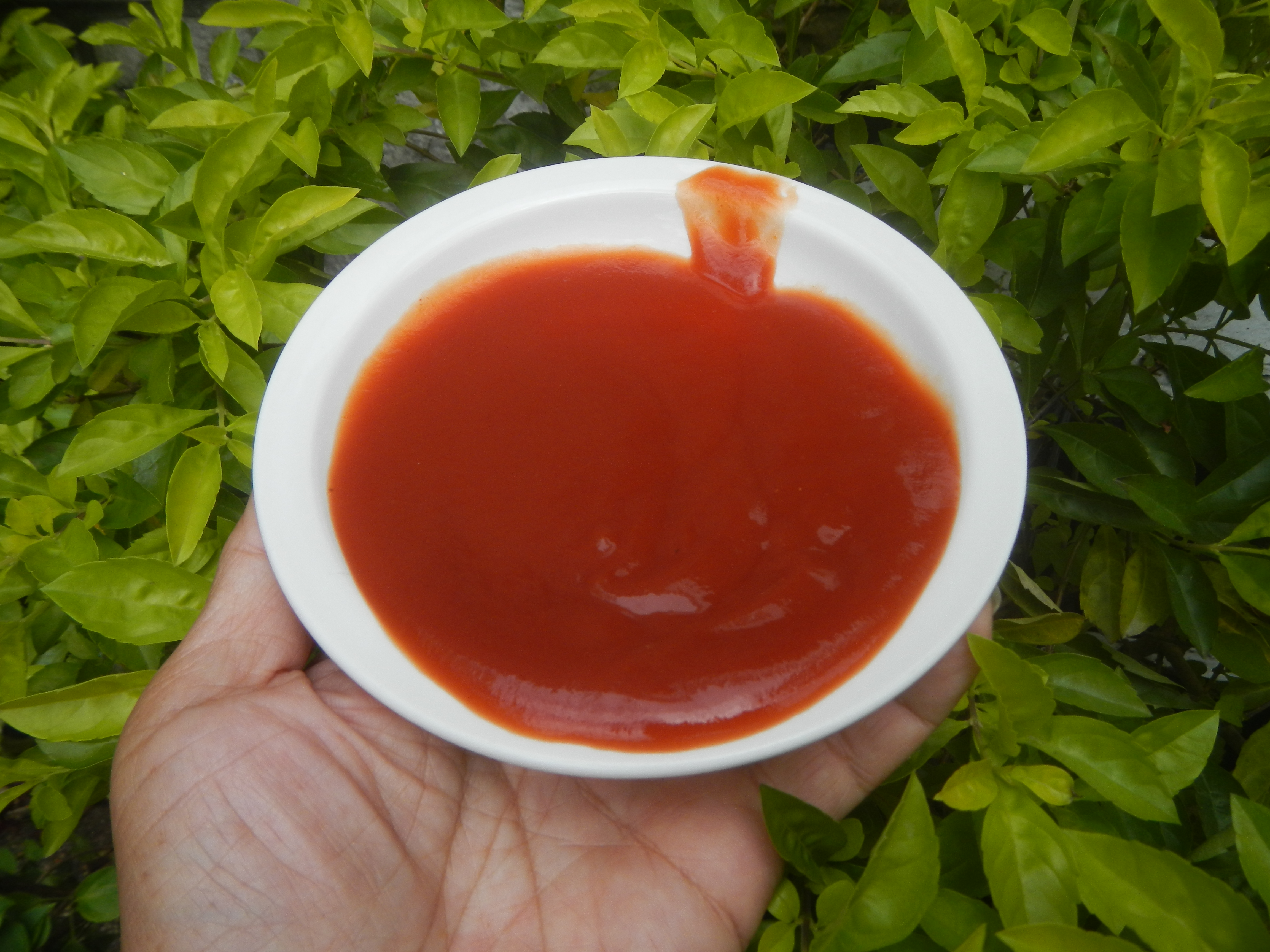
المأكولات في مقاطعة باليواج، بولاكان
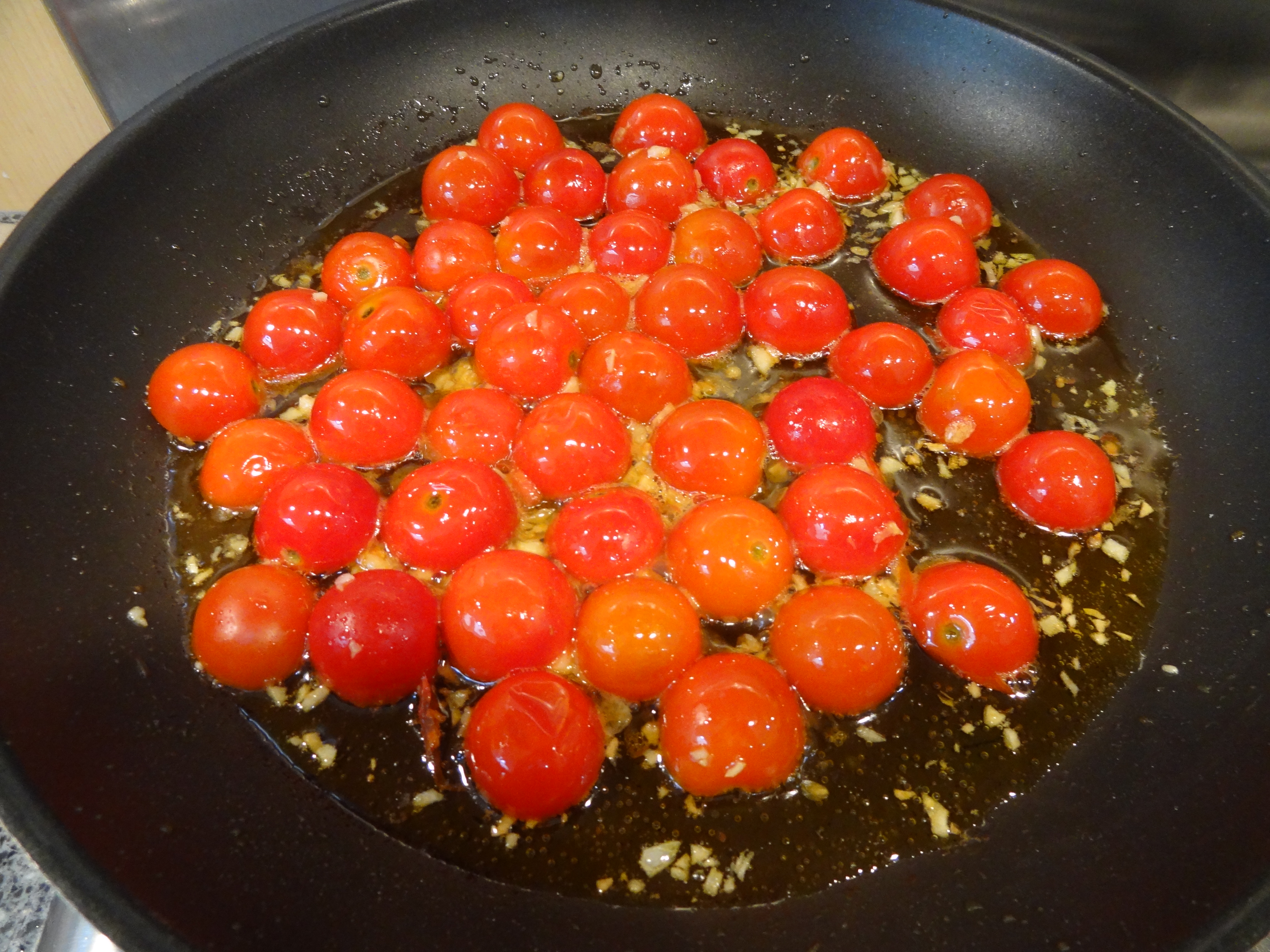
صلصة الطماطم للمكرونة.